# Alain Fuchs
Pour les articles homonymes, voir Fuchs.
Alain Hubert Jean Fuchs, né le 10 avril 1953 à Lausanne et mort le 8 décembre 2024 à Paris,, est un docteur ès sciences et professeur de chimie franco-suisse, spécialiste en simulations moléculaires. Il est président du CNRS de 2010 à 2017. Il préside l'Université PSL entre 2017 et 2024.

## Biographie
Né à Lausanne le 10 avril 1953, Alain Fuchs passe une partie de son enfance et de son adolescence en Afrique, au gré des missions de son père informaticien, successivement au Zaïre, en Côte d'Ivoire et en Afrique du Sud, où il pratique le rugby.
De retour à Lausanne à 17 ans, il intègre l'École polytechnique fédérale de Lausanne (EPFL) et obtient le diplôme d'ingénieur chimiste en 1975. Il rejoint ensuite l'université Paris-Sud 11, actuelle université Paris-Saclay, en doctorat d'État dans le laboratoire d’Henri Szwarc, où il pratique la physico-chimie et la thermodynamique par des approches expérimentales et spectroscopiques. Il soutient sa thèse d'État, Cristaux vitreux et transition vitreuse, en 1983. Puis il effectue un séjour post-doctoral à Édimbourg (1984–1985) avec le professeur Stuart Pawley, où il se forme à la dynamique moléculaire.

### Carrière
Alain Fuchs entre au CNRS en 1985 en tant que chargé de recherche, puis sera promu directeur de recherche en 1991. Il devient en 1995 professeur de chimie à l'université Paris-Sud, actuelle université Paris-Saclay.
De 2000 à 2005, il fonde le Laboratoire de Chimie-Physique (UMR 8000) à la faculté des sciences d'Orsay et prend sa direction. Il est président de l'agrégation externe de chimie de 1998 à 2001 et président de la section 13 du Comité national de la recherche scientifique de 2004 à 2008. Il enseigne la thermodynamique, la thermodynamique statistique, les forces et surfaces intermoléculaires, les techniques de simulation moléculaire, l'histoire de la chimie et la chimie physique. En 2006, il devient le directeur de Chimie ParisTech.
Il est nommé le 21 janvier 2010 président-directeur général du CNRS en succession de Catherine Bréchignac et d'Arnold Migus qui occupaient respectivement les deux postes distincts (président du CNRS et directeur général),,. Il y supervise une réorganisation de l'établissement en dix instituts nationaux thématiques et trois pôles interdisciplinaires, et promeut l'insertion du CNRS dans les alliances nationales thématiques. Son mandat venant à échéance le 20 janvier 2014, il est d'abord chargé, par arrêté de la ministre de l'Enseignement supérieur et de la recherche, d'exercer l'intérim avant d'être finalement renouvelé dans ses fonctions le mois suivant. Cette reconduction est qualifiée par Sylvestre Huet d'« occasion de débat perdue ».
Alain Fuchs quitte la présidence du CNRS le 24 octobre 2017 pour prendre la présidence de Paris Sciences & Lettres (établissement universitaire français composée de 9 établissements membres et 10 associés), où il entend accélérer le processus d'intégration en passant du statut de COMUE au statut de grand établissement et faire de PSL l'une des 20 premières universités mondiales entièrement sélectives.
Lors de son départ du CNRS, il dénonce « la chute vertigineuse du budget de l’ANR, doublée d’une politique d’appels à projets contestable », et alerte sur la nécessité de convaincre la puissance publique de l’importance cruciale de la recherche scientifique pour l'avenir.
Il démissionne de la présidence de PSL le 26 juin 2024, évoquant des raisons personnelles. À la même époque, le ministère confie à l’Inspection générale de l'éducation, du sport et de la recherche la tenue d’une enquête administrative à son encontre à la suite de plusieurs signalements, dont la nature n’a pas été rendue publique. Parallèlement, un signalement avait été émis au parquet au titre de l’article 40 du code de procédure pénale,.
Le 16 octobre 2024, il publie aux éditions Hermann un ouvrage intitulé Réinventer l’université. C’est maintenant ou jamais !, appellant à “une transformation profonde du modèle universitaire” français pour rester pertinent “dans compétition globale de plus en plus rude”. Il décède le 8 décembre 2024, à l’âge de 71 ans.

#### Éthique et intégrité scientifique
En 2015, Alain Fuchs admet une « complicité collective » dans le système d'évaluation des publications scientifiques dont le modèle de production, selon lui, atteint ses limites. Il préconise un système de régulation par « des mesures prises collectivement » au niveau global c'est-à-dire mondial  et « une évolution forte du mode de publication ». Néanmoins, il encourage un pouvoir de sanction qui doit être national selon l'avis du président(e) du CNRS qui se base sur l’avis de la commission dont la priorité est de « protéger la réputation des agents »,[source secondaire souhaitée].
En 2018, dans le cadre de l'affaire d'Olivier Voinnet, Le Monde pointe des incohérences dans la commission d'enquête concernant d'éventuelles manipulations d'images des publications de Catherine Jessus. En guise de réponse, il co-signe une lettre ouverte « Éthique Scientifique, Éthique Journalistique », parmi 500 signataires dénonçant entre autres « des dénonciations, certes maquillées par la modernité d'un site participatif (Pubpeer) » et une « chasse au sorcières » tout en prônant une entreprise « transparente »[source secondaire souhaitée].
En octobre 2018, il cosigne une tribune qui incite à respecter la présomption d’innocence des chercheurs mis en cause et préconise la nécessité de faire des enquêtes sur plusieurs années, comme étant une condition nécessaire au bon déroulement de la « recherche de la vérité » compte tenu de la complexité des affaires liées à l'intégrité scientifique[source secondaire souhaitée].

### Politique
En avril 2017, Alain Fuchs signe l'appel de directeurs d'instituts de recherche français à voter contre Marine Le Pen lors de l'élection présidentielle.

## Recherche
Les activités de recherche d'Alain Fuchs portent sur la théorie, la modélisation et la simulation numérique des fluides confinés dans divers types de matériaux poreux. Ses principales publications récentes incluent : Forced intrusion of water and aqueous solutions in microporous materials: from fundamental thermodynamics to energy storage devices dans la Chem. Soc. Rev. et Interplay between defects, disorder and flexibility in metal-organic frameworks dans Nature Chemistry.
Alain Fuchs est membre de l'Academia Europaea et il a été membre du bureau éditorial de la revue Physical Chemistry Chemical Physics.
Alain Fuchs est co-auteur de deux ouvrages : 
- Alain Fuchs, Anne Boutin et Gilberte Dosseh, Éléments de thermodynamique. Cours et exercices corrigés pour le deuxième cycle de chimie, chimie-physique et sciences physiques, Elsevier Masson, 1997
- Georges Bram, Alain Fuchs, Françoise Chamozzi, André Grelon, Caroline Lanciano-Morandat et Laurence Mordenti, La Chimie dans la société. Son rôle, son image, L’Harmattan, 1995

### Publications majeures
- Anne Boutin, François-Xavier Coudert, Guillaume Fraux et Alain Fuchs, « Forced intrusion of water and aqueous solutions in microporous materials : from fundamental thermodynamics to energy storage devices », Chem. Soc. Rev., no 46,‎ 2017, p. 7421-7437
- Thomas D. Bennett, Anthony K. Cheetham, François-Xavier Coudert et Alain Fuchs, « Interplay between defects, disorder and flexibility in metal-organic frameworks », Nature Chemistry, no 9,‎ 2017, p. 11-16
- François-Xavier Coudert et Alain Fuchs, « Computational characterization and prediction of metal-organic framework properties », Coordination Chemistry Reviews, no 307,‎ 2016, p. 2011-236
- Thomas D. Bennett, Anthony K. Cheetham, François-Xavier Coudert et Alain Fuchs, « Flexibility and disorder in metal-organic frameworks », Dalton Transactions, no 45,‎ 2016, p. 4058
- Anne Boutin, François-Xavier Coudert, Alain Fuchs et Aurélie U. Ortiz, « Anisotropic elastic properties of flexible metal-organic frameworks : how soft are soft porous crystals ? », Physical Review Letters, no 109,‎ 2012, p. 195502
- Anne Boutin, François-Xavier Coudert, Alain Fuchs et Alexander V. Neimark, « Stress-based model for the « breathing » of metal-organic frameworks », Journal of Physical Chemistry Letters, no 1,‎ 2010, p. 445
- Anne Boutin, François‐Xavier Coudert, Gérard Férey, Alain Fuchs, Antoine Gédéon, Thierry Loiseau, Andrei Nossov, Marie‐Anne Springuel‐Huet et Christophe Volkringer, « Breathing transitions in MIL-53(Al) Metal-Organic Framework upon xenon adsorption », Angewandte Chemie International Edition, no 48,‎ 2009, p. 8314
- Anne Boutin, François‐Xavier Coudert, Alain Fuchs, Marie Jeffroy et Caroline Mellot-Draznieks, « Thermodynamics of guest-induced structural transitions in hybrid organic-inorganic frameworks », Journal of the American Chemical Society, no 130,‎ 2008, p. 14294
- Anne Boutin, Fabien Cailliez, Isabelle Demachy, Alain Fuchs, Joël Patarin, Michel Soulard et Mickael Trzpit, « Thermodynamics of water intrusion in nanoporous hydrophobic solids », Physical Chemistry Chemical Physics (Cover article), no 10,‎ 2008, p. 4817
- Anne Boutin, Fabien Cailliez, Isabelle Demachy, Nicolas Desbiens, Alain Fuchs, Joël Patarin, Michel Soulard et Mickael Trzpit, « The effect of local defects on water adsorption in silicalite-1 zeolite. A joint experimental and molecular simulation study », Langmuir, no 23,‎ 2007, p. 10131
- Isabelle Demachy, Nicolas Desbiens, Alain Fuchs, Helène Kirsch‐Rodeschini, Joël Patarin et Michel Soulard, « Water condensation in hydrophobic nanopores », Angewandte Chemie International Edition, no 44,‎ 2005, p. 5310
- Anthony K. Cheetham et Alain Fuchs, « Adsorption of guest molecules in zeolitic materials : computational aspects », The Journal of Physical Chemistry B, no 105,‎ 2001, p. 7375
- Christele Beauvais, Anne Boutin, Jerome Delhommelle, Alain Fuchs, Bernard Rousseau et Philippe Ungerer, « Optimization of the anisotropic united atoms intermolecular potential for n-alkanes », Journal of Chemical Physics, no 112,‎ 2000, p. 5499
- Anne Boutin, Alain Fuchs et Jean-Bernard Maillet, « Numerical evidence of an embryonic orientational phase transition in small nitrogen clusters », Physical Review Letters, no 76,‎ 1996, p. 4336

## Distinctions
- Officier de la Légion d'honneur (2021)[35], chevalier du 26 octobre 2010[36]
- Officier de l'ordre national du Mérite (2014)[1].
- Chevalier de l'ordre des Palmes académiques (1996)
- Officier de l’ordre national du Québec (2014)[37]
- Fellow of the Royal Society of Chemistry (2006)